# Kuchnia norweska

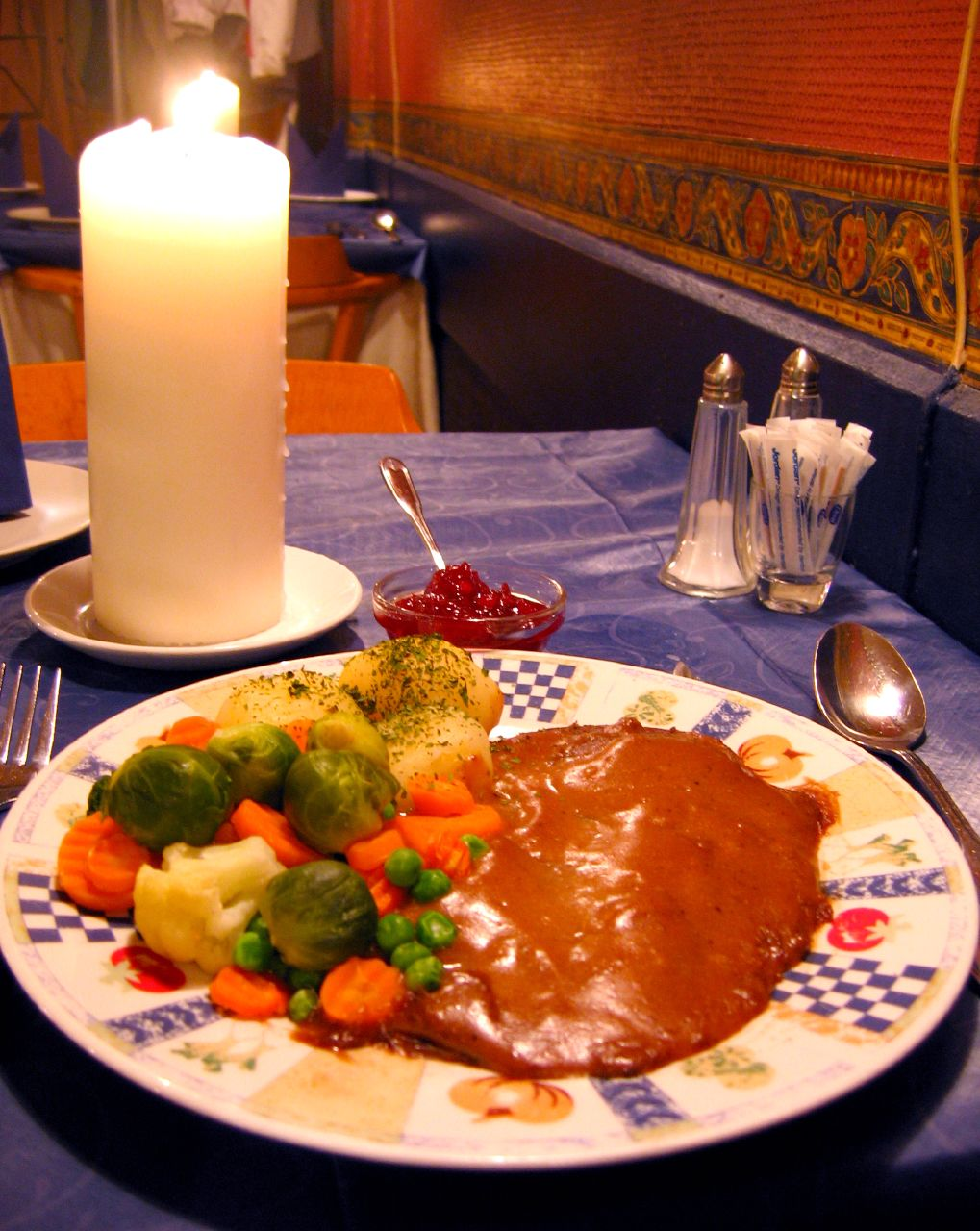
Pieczeń z renifera w sosie z warzywami

Kuchnia norweska – tradycyjna kuchnia Norwegów opierająca się w głównej mierze na surowcach łatwo dostępnych na terenie Norwegii, szczególną rolę odgrywają w niej ryby oraz dzika zwierzyna. Wiele tradycyjnych potraw jest konserwowanych w celu zachowania przydatności do spożycia podczas długich zim.

## Model konsumpcji
Większość Norwegów spożywa trzy lub cztery posiłki dziennie, zwykle składające się z zimnego śniadania (frokost) z kawą, popołudniowego ciepłego obiadu (middag) oraz kolacji (kveldsmad). Typowe norweskie śniadanie składa się z mleka lub soku owocowego, kawy (lub rzadziej herbaty) oraz kanapek z mięsem, serem lub dżemem lub pastami. Popularne są także płatki zbożowe, takie jak płatki kukurydziane, musli i płatki owsiane z jogurtem. Pomiędzy śniadaniem a obiadem popularny jest posiłek lunsj, jedzony między godziną 11 i 12; odpowiednik drugiego śniadania w  Polsce. Obiady to najczęściej różne mięsa (baranina, wieprzowina, dziczyzna) oraz warzywa (najpopularniejsze i najłatwiejsze do uprawy są ziemniaki) oraz kawa, zwykle spożywa się je pomiędzy 16 a 17. Kolacje nie są już obfite, jedzone między godziną 19 a 20.

## Mięsa
Norwegowie, w celu zapewnienia sobie wystarczającej ilości pożywienia podczas okresu zimowego, konserwowali żywność. Do dziś popularne są mięsa suszone, solone oraz wędzone. Najbardziej znanymi daniami mięsnymi są: sztokfisz, fiskekaker, gravlax, a także pinnekjøtt, czy pulpety rybne i wołowe. Do najczęściej używanych w kuchni rodzajów mięs zalicza się jagnięcina i dziczyzna (łosie, renifery, jelenie czy głuszce). Jednym z najsłynniejszych norweskich dań rybnych jest lutefisk - suszona ryba marynowana w ługu, potem długo moczona, podawana z purée z groszku, młodymi ziemniakami, bekonem, musztardą i serem kozim. Jest to tradycyjne danie  podawane w okresie Bożego Narodzenia. 
Z zup popularne są głównie zupy rybne, np. bergensk fiskesuppe.

## Sery
Najbardziej znanym w Norwegii rodzajem sera jest brunost – brązowy karmelizowany ser serwatkowy, przypominający krówkę. W ciągu ostatnich kilku lat producenci serów w Norwegii rozszerzyli asortyment: od serów typu camembert, chevre i brie po produkty tradycyjne, np. gamalost i pultost. Sery są produkowane ze wszystkich dostępnych rodzajów mleka: krowiego, owczego jak i koziego. Obecnie produkuje się około 140 rodzajów serów.

## Smørbrød i koldtbord

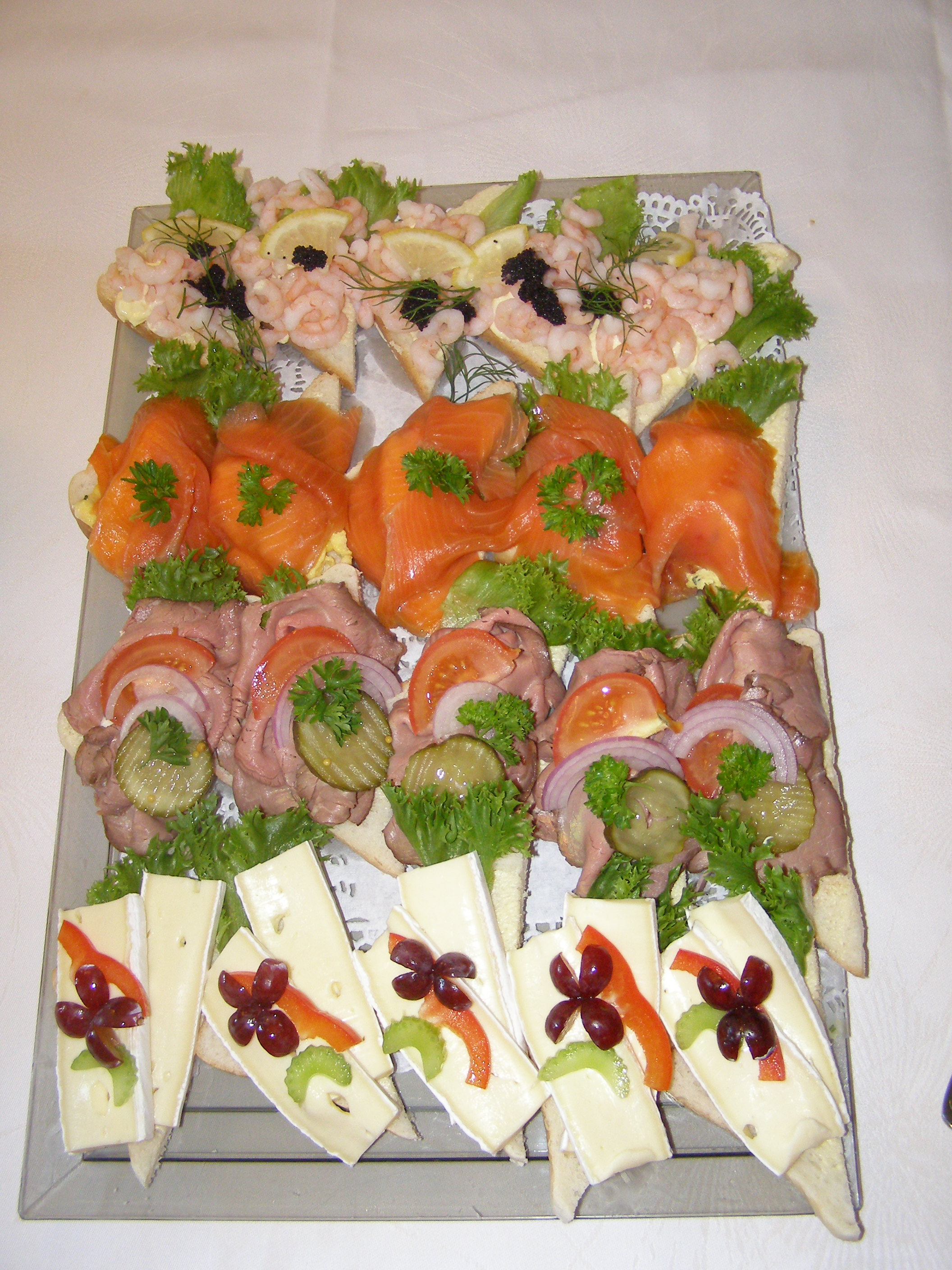
Kanapki smørbrød

Smørbrød to tradycyjne norweskie kanapki. Na cieniutkie kromki chleba ukrojone po przekątnej układane są plasterki sera, wędliny lub ryby, po czym dekorowane kawałkami warzyw i owoców. Mogą być spożywane na śniadanie, lunch lub jako lekka kolacja. W wersji luksusowej, zwanej snitter, podczas przygotowania których nacisk kładziony jest na szczególnie atrakcyjny wygląd, są podawane gościom podczas różnych uroczystości (np. ślub, chrzciny) i przyjęć. Przykłady popularnych kombinacji smørbrød:
- wędzony łosoś, zimna jajecznica, koperek;
- krewetki, majonez, sałata, plasterki cytryny;
- pieczona wołowina, ogórek konserwowy;
- ser, plasterki słodkiej papryki[10].

Koldtbord to tradycyjny norweski bufet. Z podawanym w ten sposób jedzeniem można spotkać się podczas uroczystości i przyjęć, oraz w luksusowych hotelach. Bufet składa się najczęściej z kilku sekcji: ryb i owoców morza, mięsa i wędlin, potraw na gorąco oraz deserów i ewentualnie także sekcji z serami. Korzystając z koldtbord należy wybierać potrawy z jednej sekcji na raz i a następnie za każdym razem używać czystego talerzyka przechodząc do nowego rodzaju potraw następnej sekcji.

## Słodycze
Popularnymi norweskimi słodyczami są batoniki Kvikk Lunsj oraz turecki pieprz. Lubiane są także naleśniki Lompe, robione z ciasta złożonego w większej części z ziemniaków, a w mniejszej części z mąki, jadane zarówno na słodko, jak i na słono.

## Alkohole
Alkohol w Norwegii nie jest zbyt popularny z powodu restrykcyjnej polityki antyalkoholowej. Rząd jako jedyny posiada koncesję na trunki powyżej 4,75%, które można kupić tylko w państwowych sklepach monopolowych. Alkohol sprzedawany jest od poniedziałku do piątku do godziny 18 i w soboty do godziny 15. Najbardziej znanym norweskim, a nawet skandynawskim, alkoholem, jest wódka Akvavit. 